# Le Pirate (Lee, 1921)
Pour le film de George D. Baker, voir Le Pirate (film, 1921).
Pour les articles homonymes, voir Le Pirate.
Pour plus de détails, voir Fiche technique et Distribution.
Le Pirate (The Cup of Life) est un film muet américain réalisé par Rowland V. Lee et sorti en 1921.

## Synopsis
Le tristement célèbre contrebandier singapourien Bully Brand possède un magnifique collier de perles souhaité par le marchand chinois Chan Chang pour sa fille Pain, une jeune fille blanche qu'il avait adoptée. Warren Bradford, le garde de Brand, revient de l'université et tombe amoureux de la fille de Chang. Lorsqu'il découvre le collier que veut Chang, il persuade Brand de le lui donner et il le présente à Pain. Cependant, Chang interprète mal le geste de Warren, ce qui conduit à une menace de mort contre Brand - dont Warren ne sait pas qu'il s'agit en fait de son père - s'il n'épouse pas la fille de Chang. À partir de là, les choses se détériorent.

## Fiche technique
- Titre original : The Cup of Life
- Réalisation : Rowland V. Lee
- Scénario : Carey Wilson, Joseph F. Poland
- Chefs opérateurs : G.O. Post, J.O. Taylor
- Producteur : Thomas H. Ince
- Distribution : Associated Producers Inc.

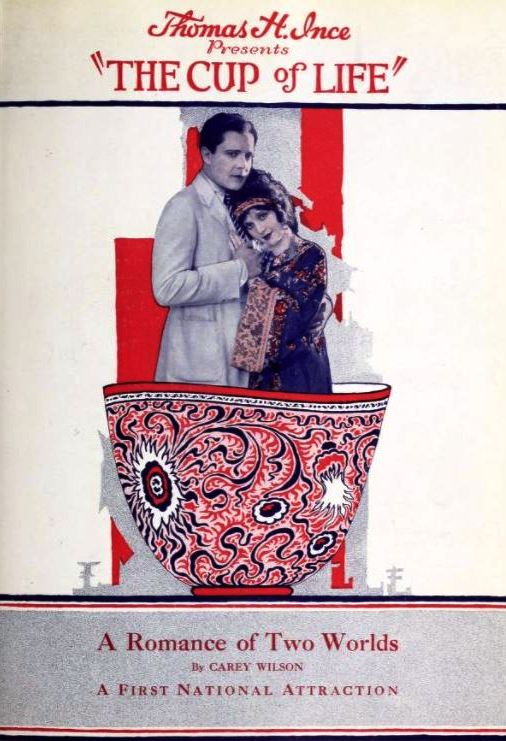
Publicité pour le film.

- Genre : Drame
- Durée : 60 minutes
- Dates de sortie :
  - États-Unis : 7 août 1921
  - France : 14 décembre 1923

## Distribution
- Hobart Bosworth : 'Bully' Brand
- Madge Bellamy : Pain
- Niles Welch : Roy Bradley / Warren Bradford
- Tully Marshall : Chan Chang
- Monte Collins : Larry Donovan
- May Wallace : Mollie